# Laura Veirs
Laura Veirs (* 1973 in Colorado Springs) ist eine US-amerikanische Sängerin, die in Portland, Oregon lebt.

## Leben
Auf dem College, wo sie Geologie studierte, begann sie das Gitarrespielen zu erlernen. Heute singt sie, spielt Sologitarre und tritt mit der Band „Saltbreakers“ auf, der der Schlagzeuger Tucker Martine und der Keyboarder und Posaunist Steve Moore angehören. Im Jahr 2005 tourte sie durch Nordamerika, Australien und Europa. Auch in den Jahren 2006 und 2007 gab sie Konzerte in Europa.
Saltbreakers, ihr drittes Album (2007) beim Label Nonesuch Records, bezeichnet Laura Veirs als ihr bisher persönlichstes. Dieses fiel in eine sehr intensive Zeit ihres Lebens, „die von der Beendigung einer langen Beziehung und dann einer unerwarteten neuen Beziehung“ geprägt wurde. Außerdem zog Veirs in dieser Zeit von Seattle nach Portland. Ihre bisherige Band, die „Tortured Souls“, hat sie bei gleichbleibender Besetzung in „Saltbreakers“ umbenannt, um die ständigen Anspielungen auf den alten Bandnamen zu vermeiden.
In einem 2013 gegründeten „Supergroup“-Projekt, nämlich Case/Lang/Veirs zusammen mit Neko Case und k.d. lang, entstand ein 2016 erschienenes gleichnamiges Album, das im selben Jahr zu einer großen US-Tournee durch zwanzig Städte führte. Außerdem arbeitete sie seit 2005 verschiedentlich als Studiomusiker und Filmkomponist für die Filmindustrie. Der Verlag Chronicle Books aus San Francisco veröffentlichte 2018 ein Kinderbuch von ihr: Libba: The Magnificent Musical Life of Elizabeth Cotten, mit Illustrationen von Tatyana Fazlalizadeh. Es handelt von der Folkmusik-Legende Elizabeth Cotten und erhielt einen Parents' Choice Award-Literaturpreis bei der Junior Literary Guild.

## Stil
Die Konzertkritikerin der Berliner Morgenpost nannte Veirs’ Stil „Spacefolkpop“ und Veirs selbst „eine etwas krude zeitgemäße Suzanne Vega“.

## Diskografie
- 1999: Laura Veirs (Eigenveröffentlichung)
- 2001: The Triumphs and Travails of Orphan Mae (Eigenveröffentlichung)
- 2003: Troubled by the Fire (Bella Union)
- 2004: Carbon Glacier (Bella Union/Nonesuch Records)
- 2005: Year of Meteors (Nonesuch Records)
- 2007: Saltbreakers (Nonesuch Records)
- 2010: July Flame (Raven Marching Band Records/Bella Union)
- 2011: Tumble Bee (Raven Marching Band Records/Bella Union)
- 2013: Warp and Weft (Raven Marching Band Records/Bella Union)
- 2016: Case/Lang/Veirs mit Neko Case und k.d. lang (Anti-)
- 2018: The Lookout
- 2020: My Echo
- 2022: Found Light
- 2023: Phone Orphans